# Аркасівська вулиця (Миколаїв)
Ву́лиця Арка́сівська — вулиця в історичній частині міста Миколаїв, названа на честь Миколи Миколайовича Аркаса і його родини. Обмежується Інгульським мостом на заході і Привокзальною площею на півдні.

## Розташування
Аркасівська вулиця — поперечна вулиця в історичній частині Миколаєва.
Бере свій початок від Інгульського мосту, перетинає Флотський бульвар, вулицю Набережну та простягається до Привокзальної площі, де розташовувався старий залізничний вокзал. Загальна протяжність близько 2,5 кілометрів.

## Історія
Перша назва — Бульварна вулиця, запропонована поліцмейстером П. І. Федоровим у 1822 році і не затверджена адміралом О. С. Грейгом, пов'язана з Морським бульваром (нині Флотський бульвар), від якого вулиця бере свій початок. Повторно цю ж назву запропонував поліцмейстер Г. Г. Автомонов в 1835 році. Назва була затверджена адміралом М. П. Лазарєвим.
Наприкінці XIX століття, у зв'язку з повсюдним святкуваннями у Російській імперії дати народження російського письменника О. С. Пушкіна, міська дума перейменувала вулицю на Пушкінську.
26 липня 2024 року розпорядженням голови Миколаївської обласної державної адміністрації Віталія Кіма відповідно до Закону України «Про засудження та заборону пропаганди російської імперської політики в Україні і деколонізацію топонімії» вулицю перейменовано на вулицю Аркасівську — на честь українського культурно-освітнього діяча, уродженця міста Миколаєва, письменника, композитора, історика і незмінного голови миколаївського відділення «Просвіти» Миколи Миколайовича Аркаса та його родини, зокрема його сина і онука.

## Пам'ятки, інфраструктура

### Будівлі та пам'ятки
- За Аркасівським сквером розташовується будівля Першої української гімназії імені Миколи Аркаса — колишня Маріїнська гімназія, пам'ятка архітектури місцевого значення.
- За адресою вулиця Аркасівська, 35 знаходиться будинок Литвиненко, більш відомий як будинок з атлантами — пам'ятка архітектури місцевого значення, збудований в кінці XIX століття в стилі неоренесансу.
- На розі вулиць Аркасівської та Марка Кропивницького з дня заснування міста знаходилася дерев'яна церква Святителя Миколая, побудована греками. У 1812 році церква занепала, і замість неї греки побудували в 1813—1817 роках нову, кам'яну, на розі Фалєєвської та Вадима Благовісного вулиць, яка існує і понині як Свято-Микільський соборний храм.
- За адресою вулиця Аркасівська, 71 розташований Миколаївський технікум залізничного транспорту.

### Парки і сквери
- Від початку вулиці в місці її перетину з Набережною вулицею розташовано сквер імені Івана Мазепи — українського військового, політичного і державного діяча, гетьмана війська Запорізького. Відомо, що Іван Мазепа, після поразки у Полтавській битві, відступав через Миколаївщину: Баштанку, Піски, Спаське урочище, потім вздовж лиману — до Руської (Козацької) коси, де була влаштнована переправа і де відбулися сутички між російською армією з одного боку і шведами з козаками Мазепи з другого[3]. Крім того, вірогідно, разом з королем Карлом XII Мазепа зупинявся районі Спаського пагорба під час переслідування військами Меньшикова[4].
- Від перетину з Адміральською і до перетину з вулицею Вадима Благовісного розташовується Аркасівський сквер — один з найстаріших скверів міста, утворений в другій половині XIX століття.
- В самому кінці вулиці її перетином з Привокзальною площею утворено однойменний сквер.

### Пам'ятники
- На початку вулиці до 150-річчя з дня смерті Пушкіна було встановлено йому пам'ятник, демонтований у травні 2022 року[5].
- Одразу за Аркасівським сквером обличчям до дороги виходить пам'ятник Героям війни 1812 року.
- За адресою вулиця Аркасівська, 66А, 6 червня 2010 року встановлена меморіальна дошка художнику, скульптору і педагогу Роману Вайнштоку. Автори — скульптори Віктор і Юрій Макушини)[6].